# Martin Juhár
Martin Juhár (Košice, 9 marzo 1988) è un calciatore slovacco, centrocampista dello Spartak Medzev.

## Carriera

### Club
Ha giocato nella massima serie del campionato ceco con Košice e Sparta Praga.

### Nazionale
Ha esordito in nazionale il 19 novembre 2013 nell'amichevole pareggiata 0-0 contro Gibilterra.